# Eu Amo Esse Homem
Eu amo esse homem é uma telenovela brasileira exibida pela TV Paulista entre dezembro de 1964 e janeiro de 1965. Escrita por Enia Petri, foi dirigida por Líbero Miguel.

## Sinopse
Conta o drama de uma mulher que busca encontrar o grande amor de sua vida.

## Elenco
- Emiliano Queiroz
- Nydia Lícia
- Líria Marçal
- Mirtis Grisoli
- Ada Hell
- Regina Macedo
- Márcia Cardeal
- Marcos Granado
- Denis Carvalho
- Marcelo Gastaldi